# 田崎宣義
田崎 宣義（たさき のぶよし、1947年 - ）は、日本の歴史学者。専門は日本近代史。一橋大学名誉教授。

## 略歴
1971年、一橋大学経済学部を卒業し、一橋大学大学院社会学研究科に進んで佐々木潤之介に師事する。近代日本の地主制や都市と農村との関係などについて研究を進めた。
一橋大学助手、日本学術振興会特別研究員を経て、1979年に一橋大学社会学部助教授（社会史（日本））に着任。その後、教授、学生部長、社会学研究科長・社会学部長、副学長などの要職を歴任し、2011年に退職した。2016年まで放送大学特任教授・同東京多摩学習センター所長を務めた。指導学生に荒木田岳、平賀明彦等。

## 著書

### 編著
- 『近代日本の都市と農村　激動の一九一〇－五〇年代』青弓社、2012年。ISBN 9784787220479。